# Olof Aschberg
Olof Aschberg (Estocolmo, 22 de julio de 1877 - Menton, Francia, 21 de abril de 1960) fue un banquero y empresario sueco.

## Biografía
Era un simpatizante de izquierda. Ayudó a financiar a los bolcheviques en Rusia con su banco, el Nya Banken. En agradecimiento, el  gobierno bolchevique le permitió hacer negocios con la Unión Soviética durante la década de 1920. Aschberg asumió el cargo de director del primer banco de la Unión Soviética, Ruskombank.
En la década de 1930, Aschberg se trasladó a Francia, donde ayudó a financiar el Frente Popular  durante la guerra civil española (Guerra Civil Española). Durante la batalla de Francia en 1940, en plena Segunda Guerra Mundial, huyó con su familia a los Estados Unidos. Después de la guerra regresó a Suecia.